# Hangar à dirigeables
Pour les articles homonymes, voir Hangar (homonymie).

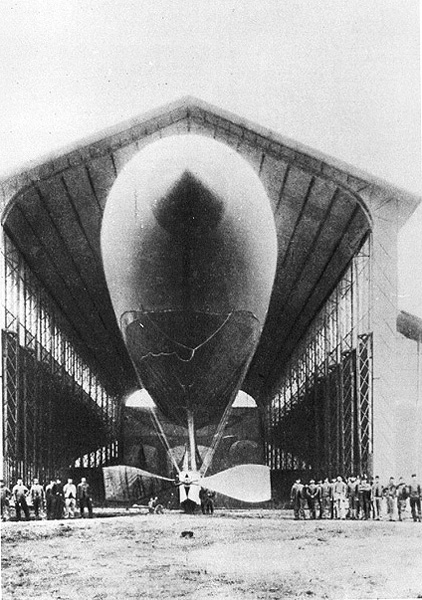
La France dans le Hangar Y

Un hangar à dirigeable est une construction créée pour y abriter un dirigeable. Ce type de construction est apparu pour la première fois, dans les années 1880, à Meudon en France. Il a permis à deux militaires français, les capitaines Charles Renard et Arthur Constantin Krebs de construire le dirigeable militaire La France, premier dirigeable ayant réalisé un vol en circuit fermé en 1884, entre Meudon et Villacoublay. Le second, en 1899, en Allemagne, est un hangar flottant construit sur  le lac de Constance, pour y abriter le premier dirigeable Zeppelin.
En France, la conception des structures des hangars à dirigeables a bénéficié des travaux de l'ingénieur Gustave Eiffel, spécialiste des constructions métalliques de grande taille : ponts, halles etc. Après avoir achevé sa tour Eiffel pour l'exposition universelle de 1889, Gustave Eiffel a créé deux laboratoires aérodynamiques successifs à Paris, d'abord sur le Champ de Mars puis dans le Quartier d'Auteuil, pour étudier les effets du déplacement de l'air sur différents corps : profils d'ailes, hélices, maquettes d'avions, bombes... Les travaux de Gustave Eiffel ont permis de réaliser des hangars à la structure légère mais solide, capables de résister aux vents les plus violents.

## Lieux

### En France
- Le Hangar Y à Meudon, son nom venant d'un repérage alphabétique sur un plan levé en 1886.
- Le hangar 11 (ou hangar Guynemer) sur la Base aérienne 107 Villacoublay.
- Le hangar d'Écausseville
- Le hangar de Rochefort
- Le hangar de la base militaire de Balma (Haute-Garonne)

#### Détruits
- Meaux-Beauval
- Orly : 2 hangars détruits en 1944.
- Metz : un hangar détruit par un bombardement français en 1914 [3].

### En Allemagne

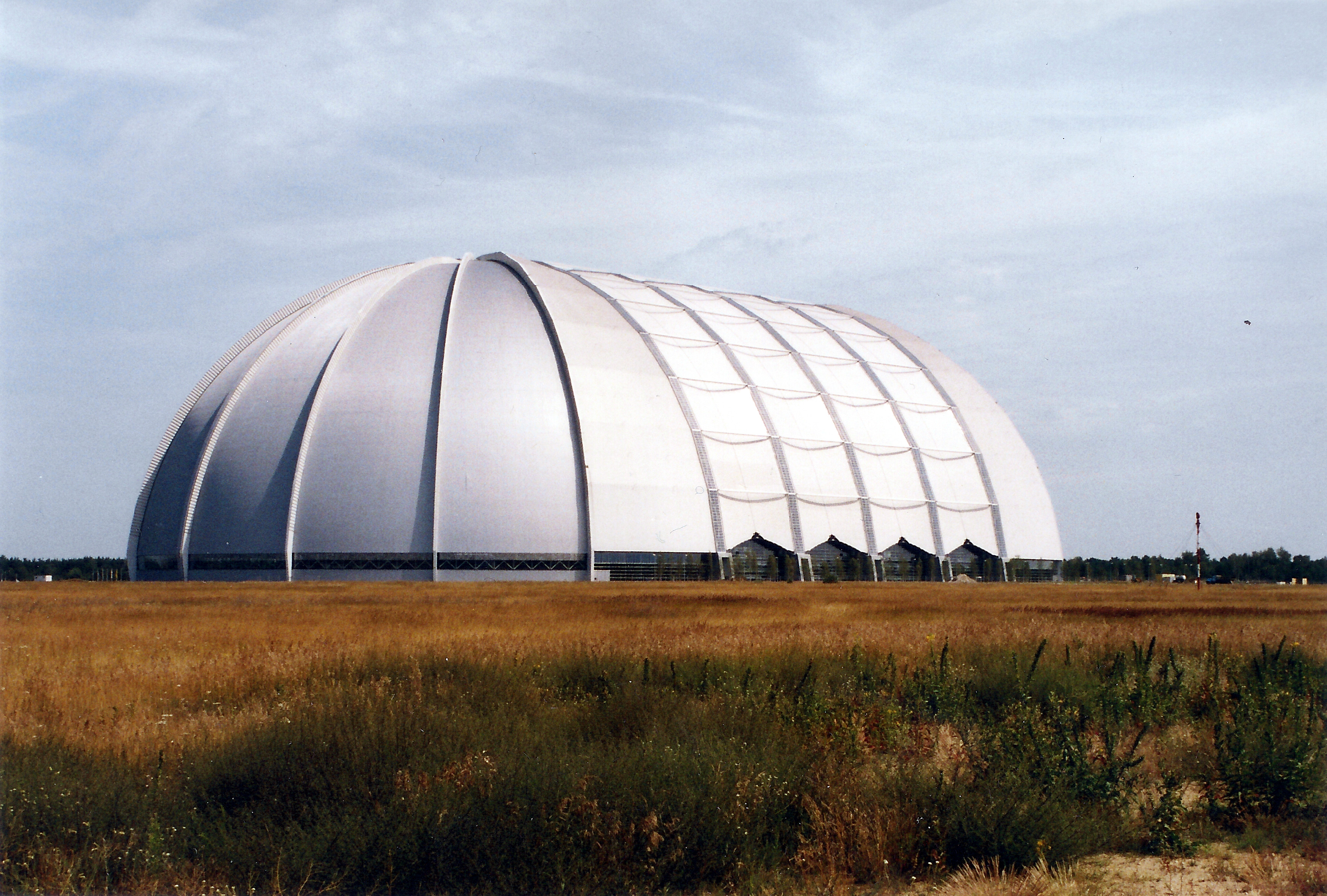
Hangar de Krausnick-Groß Wasserburg pour Cargolifter.

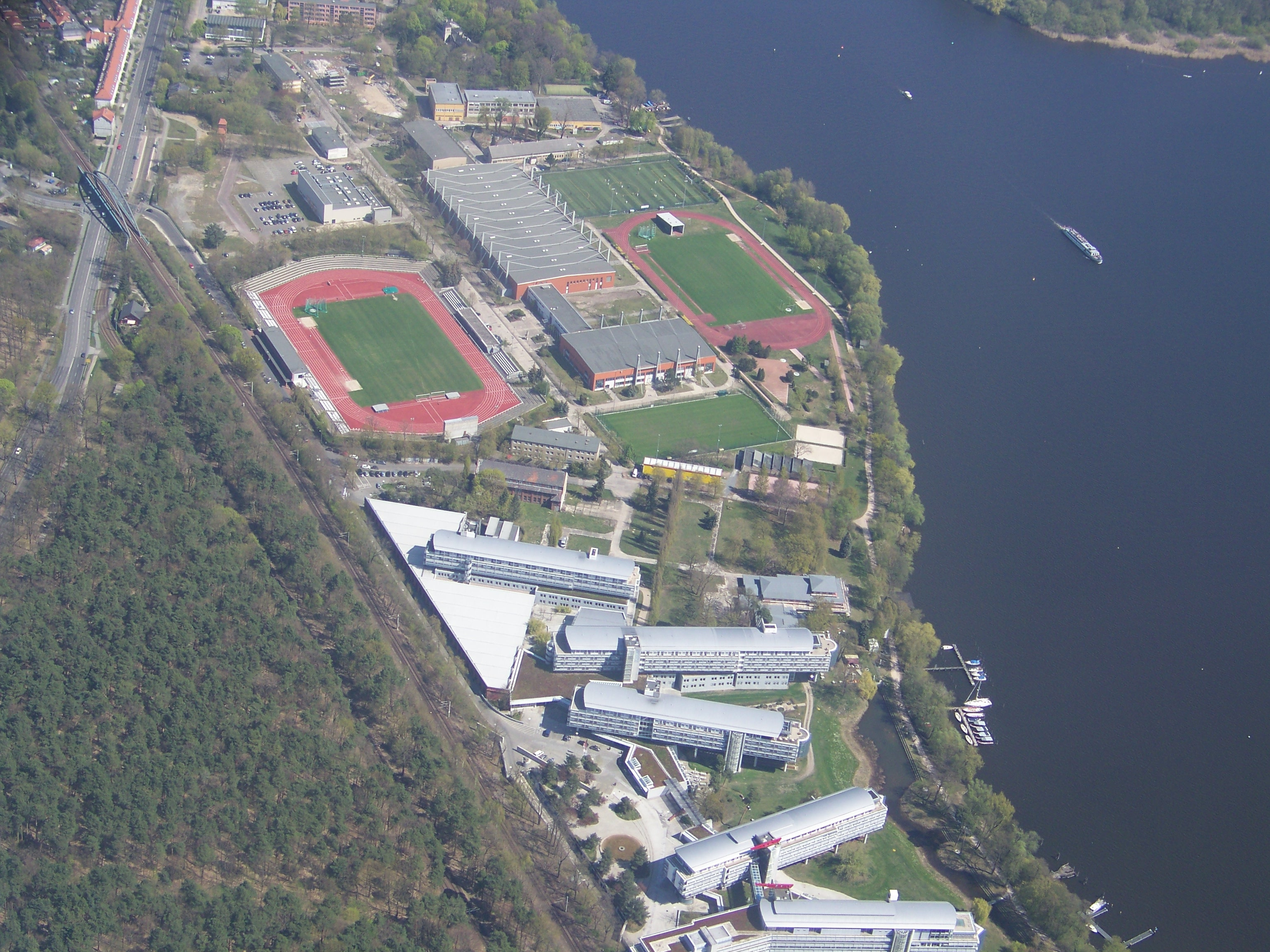
Les terrains des hangars à dirigeables de Potsdam.

- Hangar de Krausnick-Groß Wasserburg pour le Cargolifter.

#### Détruits
- Hangars à dirigeables de Potsdam.
- Hangar flottant sur le lac de Constance.
- Hangars de Nordholz près de Cuxhaven, attaqués par l'aviation britannique le jour de Noël 1914.

### Aux États-Unis

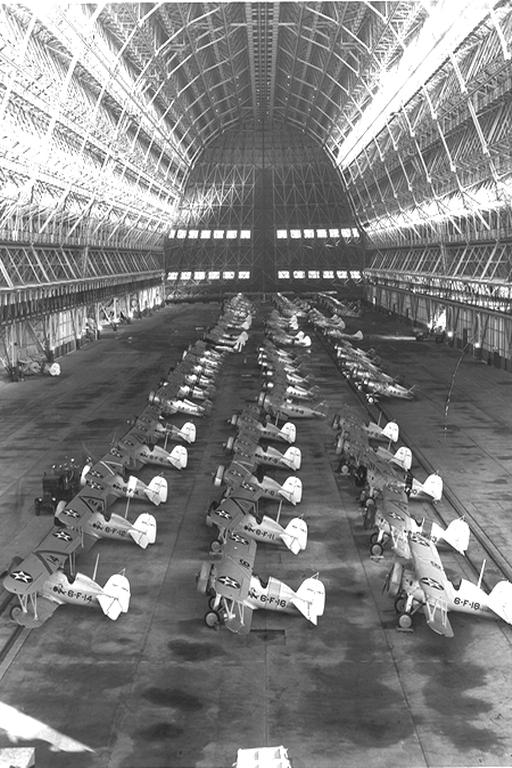
Le Hangar One fait 345 m de long et 94 m de large. Photographié ici le 30 juillet 1935 abritant plusieurs escadrons d'avions de l’US Navy dont des Boeing F4B.

Pendant l'entre-deux-guerres, la marine des États-Unis a utilisé trois grands dirigeables pour faire de la reconnaissance océanique, d'où l'aménagement d'une usine et de deux bases aéronavales (Naval Air Station) :
- Hangar No. 1 (en) à Lakehust, dans le New Jersey (près de New York), construit en 1921, devant lequel a brûlé le zeppelin Hindenburg ;
- Goodyear Airdock, à Akron dans l'Ohio, site de montage de la société Goodyear-Zeppelin, construit en 1929 ;
- Hangar One à Moffett Field (en), entre Mountain View et Sunnyvale en Californie (près de San Francisco), construit en 1933.

Le début de la Seconde Guerre mondiale a pour conséquence un programme de surveillance côtière utilisant des dirigeables à enveloppe souple (blimp modèle K) pour lutter contre les sous-marins, avec huit nouvelles bases construites en 1941-1943, pour un total de 17 hangars, la majorité en bois :
- South Weymouth (en) dans le Massachusetts (près de Boston) ;
- hangar de la base de Weeksville (en) à Elizabeth City en Caroline du Nord (près du cap Hatteras) ;
- Glynco (en) en Géorgie (près de Brunswick, désormais l'aéroport Brunswick Golden Isles) ;
- Richmond (en) en Floride (au sud de Miami) ;
- Houma en Louisiane (à l'ouest du delta du Mississippi, aujourd'hui l'aéroport de Houma-Terrebonne) ;
- Hitchcock au Texas (près de Galveston) ;
- Santa Ana (en) à Tustin, en Californie (près de Los Angeles) ;
- Tillamook (en), dans l'Oregon (près de Portland).

### En Italie
- Base d'Orvieto (détruit)